# Палій Ігор Орестович
Палій Ігор Орестович (нар. 10 травня 1963 р.) — український художник, спеціалізується як на жанровому (живопис), так і портретному живописі; техніка виконання — живопис олійними фарбами на полотні; основні напрямки: абстракціонізм, комбінування геометричних форм та реалістичних фігур, які здебільшого несуть символічне значення. Ігор Палій є членом Спілки художників України та Спілки архітекторів України.

## Біографія
Народився у місті Дрогобич 1963 року, у родині вчителя музики та виховательки дитячого садка. У 1986 році закінчив Національний Університет «Львівська Політехніка», факультет архітектури. Після закінчення розпочав роботу над кількома архітектурними проектами у західних містах України, поєднуючи працю з улюбленим заняттям — живописом. Одружився у 1987 році. Має доньку. На даний час проживає у місті Львові на заході України. У 2002 році розпочав власний бізнес у галузі ковальства: створення авторських кованих робіт, оформлення будинків, фасадів, інтер'єрів та екстер'єрів, ковка парканів, художніх фігур, світильників та навіть прикрас.

### Творчість на Сахаліні
У 1986 році Ігор Палій переїжджає у Росію, Сахалін, де отримує посаду Головного художника Комбінату торговельної реклами. Поступово стає відомим завдяки своїм унікальним здібностям у сфері оформлення інтер'єрів, ресторанів, приватних будинків міста Южно-Сахалінськ.

### Краківський період
У 1992 році Ігор Палій переїздить до Кракова, де розпочинає новий період своєї творчості. У 1997 році брав участь у виставці однієї картини у місті Кракові. Наступного року відкрилася його перша персональна виставка у Кракові. Активно бере участь у культурному житті Польщі. У 2004 р. Ігор Палій узяв участь у міжнародному аукціоні живопису, де одна з його картин під назвою «Bez Tytułu.2001»(«Без назви. 2001») отримала визнання та була продана за 2,772 дол.

### Новий поклик— ковальство
У 2002 році Ігор Палій розпочинає новий етап своєї творчості — художнє ковальство. Основним поштовхом до цього стала потреба підкреслення власного стилю більш об'ємними зображеннями, зокрема у власних проектах. Таким чином, Ігор розпочинає ковальську справу, створюючи неповторні художні фігури, насичені деталями та плавними формами, кожна з яких викована з металу. Новий поклик до ковальства допомагає митцю працювати над такими проектами як мережа магазинів «Софія» (м. Стрий, Львівська область), ресторанів «Фламінго», «Айвенго» (м. Стрий), «Світ пива» (м. Львів). У 1999–2000 розпочинає роботу над проектом оформлення ресторану «Єгипет» та у 2001 році успішно завершує проект багатоповерхового житлового комплексу.

## Досягнення
- 1987 — Ігор Палій отримує 3-тю премію за найкращий інтер'єр м. Южно-Сахалінськ; у тому ж році відкриває виставку «Художники Сахаліна»[7] у м. Оха, Республіка Сахалін.
- 1988 — отримує головну премію за політичну ілюстрацію у м. Южно-Сахалінськ;
- 1993 — перша персональна виставка у Львівський галереї мистецтв;
- 1994 — друга персональна виставка у Львівський галереї мистецтв;
- 1994 — бере участь у колективній виставці «HungExpo»[8], м. Будапешт;
- 1994 — взяв участь в українському пленері "Майдан 1994" в м. Львів, Україна;
- 1995 — Палій презентує свій живопис на другій колективній виставці у Будапешті;
- 1996 — Розпочинає співпрацю з Краківською галереєю «Barbara Krakow Gallery»[9];
- 1996 — виставляє картини у галереях Польщі: «Közület artistichnuj», «Labirynt[10]», «Galeria Kersten[11]»;
- 2002 — бере участь у міжнародній виставці у м. Кельн, Німеччина;
- 2003 — 2004 — персональна виставка Палія у м. Діжон, Франція;
- 2009 — 2011 — персональна виставка Ігора Палія у Ніцці, Франція;
- 2011 — і на даний час[коли?] — виставляє роботи у Вашингтоні, США.